# Iris (araldica)
In araldica il fiore di iris compare raramente e quasi esclusivamente nell'araldica civica.

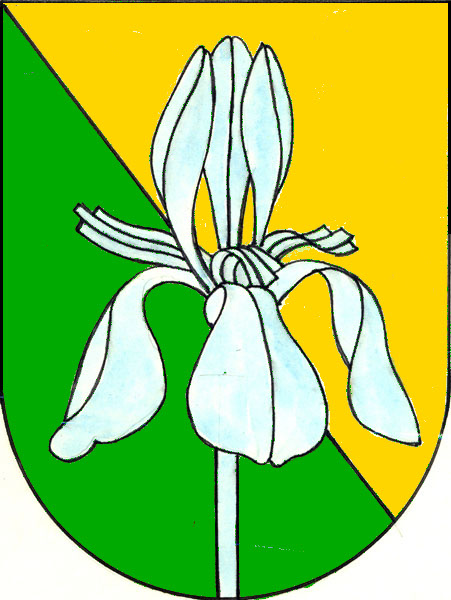
Trinciato d'oro e di verde, al fiore di iris d'argento attraversante (Ostřetín, Repubblica Ceca)
D'azzurro, al fiore di iris d'oro (emblema della Regione di Bruxelles-Capitale, Belgio, 1991-2015)[1]
Sul cappato d'argento, a destra un fiore di iris di porpora (Saint-Jérôme, Canada)